# フジヤマジョージ
フジヤマ ジョージ（1960年 - ）は日本の漫画家。熊本県飽託郡天明村（後の熊本市南区）生まれ。熊本市在住。本名の藤山 成二（ふじやま じょうじ）名義でも活動している。
1988年、『おいで、おいで!』で第9回読売国際漫画大賞（グランプリ）を受賞。1995年には、第17回の同賞の自由部門で金賞を受賞。このほか、那須良輔風刺漫画大賞優秀賞を受賞している。

## 主な作品
- するな!泣き寝入り まんが医療過誤（原作：医療問題弁護団、日本評論社、1997年、ISBN 4-535-51104-7）
- バージョンアップ法学入門（編著：新倉修・鹿野菜穂子・植村勝慶、日本評論社、1998年、ISBN 4-535-51111-X）
- カンちゃん（2003年[7] - 連載中、北海道新聞・熊本日日新聞・神奈川新聞・佐賀新聞・山陰中央新報・秋田魁新報・山陽新聞など[3]）
  - 単行本（TOブックス、2014年、ISBN 978-486472-324-4）[4]
  - 2010年からApp Store・Android Marketにて傑作選が公開されていた[3][8][9]。
- ファンタジー気ままな風（河北新報・熊本日日新聞など[3]）
  - 2010年からApp Store・Android Marketにて傑作選が公開されていた[3][9][10]。
- あなたも裁判員 〜漫画で読む裁判員制度〜（文：久保内統、日本評論社、2003年、ISBN 4-535-51408-9）
  - 第2版（2007年、ISBN 978-4-535-51590-1）